# Висерадз
Висерадз (пол. Wysieradz) — село в Польщі, у гміні Паб'яниці Паб'яницького повіту Лодзинського воєводства.
Населення — 16 осіб (2011).

## Демографія
Демографічна структура станом на 31 березня 2011 року:
|          | Загалом | Допрацездатний вік | Працездатний вік | Постпрацездатний вік |
| -------- | ------- | ------------------ | ---------------- | -------------------- |
| Чоловіки | 6       | 1                  | 5                | 0                    |
| Жінки    | 10      | 1                  | 2                | 7                    |
| Разом    | 16      | 2                  | 7                | 7                    |